# Švédská církev

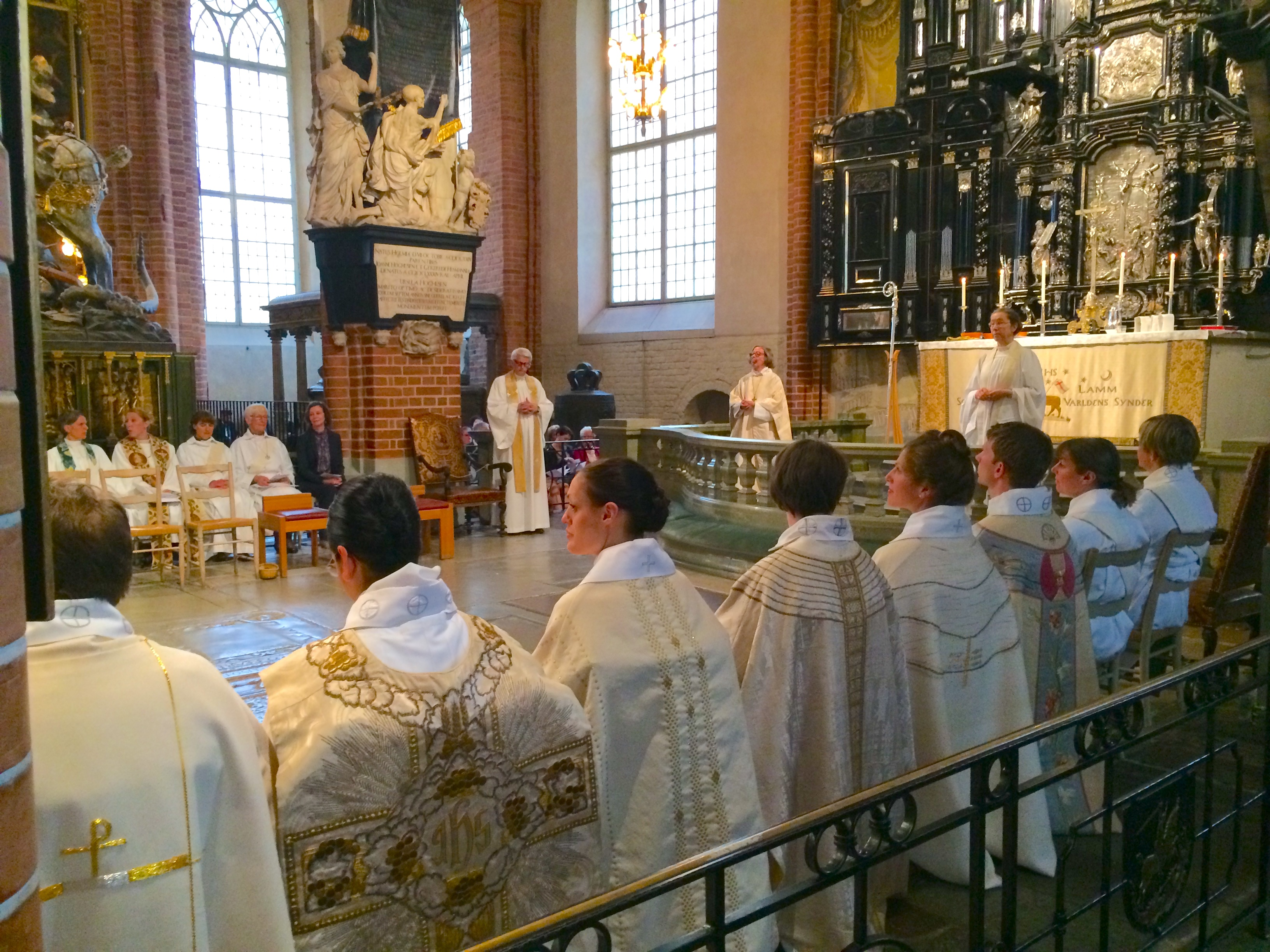
Zpívaná mše se svěcením nových kněží a jáhnů ve Stockholmu.

Švédská církev (švédsky Svenska kyrkan) je luterskou církví a největší církví ve Švédsku. Do roku 2000 byla státní církví. Formálně se k ní hlásí přes 6,4 miliónů osob, což představuje 67,5 % obyvatel Švédska.

## Teologie církve
Švédská církev se hlásí k Bibli a za její správné vysvětlení Augsburské vyznání a zbylé symbolické knihy luterství. Vyznává Apoštolské, Nicejsko-konstantinopolské a Atanášovo vyznání.
Ve 20. století se začala silně liberalizovat a orientovat na otázku lidských práv. V církvi vedle sebe působí řada hnutí s různým teologickým profilem. Švédská církev od roku 1958 ordinuje ženy do úřadu duchovních. V roce 2007 začala jako první církev na světě schvalovat oficiální homosexuální vztahy (byly však nazvány soužitím a ne manželstvím, aby se zachovala výlučnost manželství mezi mužem a ženou). O dva roky později, v roce 2009, kdy se stockholmskou biskupkou stala Eva Brunneová, církev přistoupila na uzavírání manželství osob stejného pohlaví.

### Liturgie

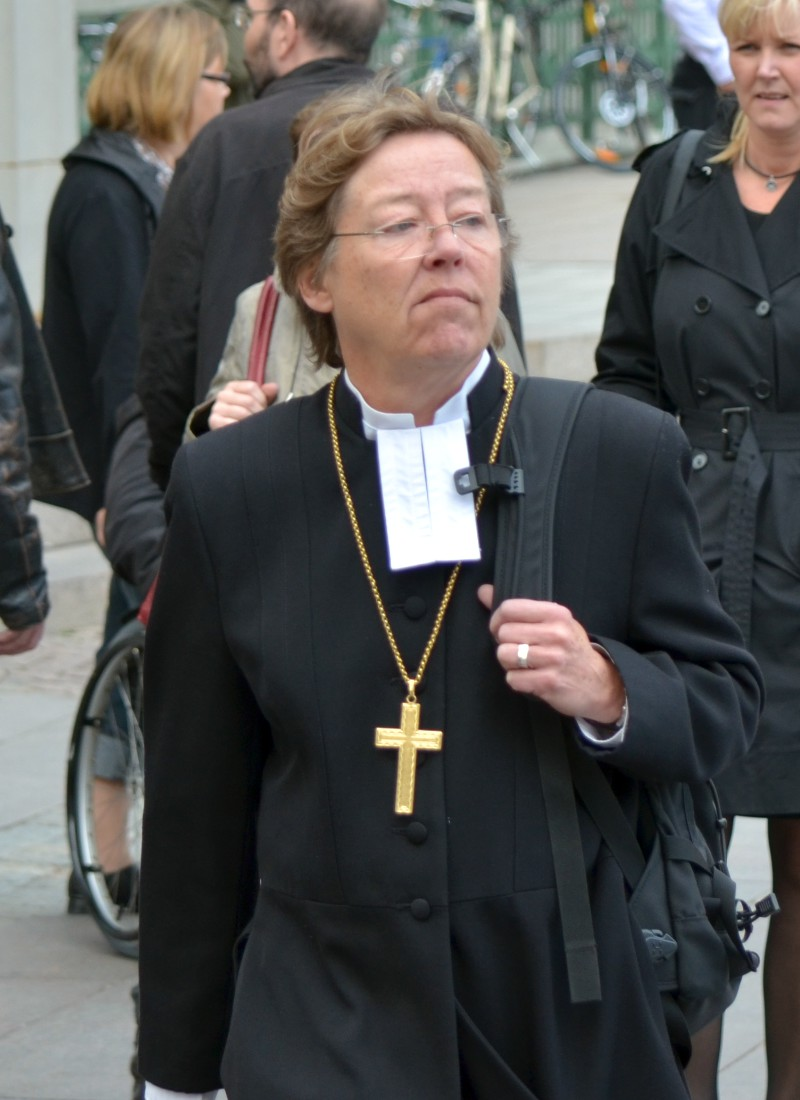
Biskupka Eva Brunneová

Švédská reformace byla liturgicky konzervativní. Tradiční bohoslužebné obřady a oděvy zůstaly zachovány. Arcibiskup Laurentius Petri roku 1571 napsal: „Používáme roucha, oltář, oltářní ubrusy, kalich s patenou atd. Nemáme žádné pochybnosti označovat večeři Páně jako mši. Není zakázáno nazývat tuto svátost obětí, protože se jedná o oběť, kterou náš velekněz Kristus jednou vykonal na kříži. Jeho oběť je nyní přítomna ve mši.“ V průběhu následujících století začaly být vynechávány některé části obřadu. Liturgické reformy 20. století tento trend zastavily a kromě toho kladly důraz na sloužení mší i ve všední dny. Roku 1986 přijala generální synoda nový řád bohoslužeb, nový lekcionář a zpěvník. Roku 2017 byla aktualizována liturgická příručka aby odpovídala novějšímu vydání švédské Bible (Bibel 2000). Svým inkluzivním, genderově neutrálním jazykem vyvolala zájem světových médií.

## Právní postavení církve
Církev byla odstátněna roku 2000, nicméně stále zůstává veřejnoprávní korporací. Všichni obyvatelé Švédska s výjimkou obyvatel měst Stockholm a Tranås jsou povinni církvi platit pohřební poplatek (Begravningsavgift) na provozování pohřebnictví. Výši poplatku stanoví pro své členy církev a pro nečleny orgány státní finanční správy.

## Organizace církve
Církev se člení na 13 diecézí (stift); diecéze se dále člení na děkanáty (kontrakt) a ty na farnosti (församlingar). V čele celé církve stojí arcibiskup Uppsaly.

### Přehled diecézí
| Diecéze               | Založena  | Biskup k r. 2018    |
| --------------------- | --------- | ------------------- |
| Arcidiecéze uppsalská | 1123      | Antje Jackelénová   |
| Diecéze linköpinská   | 12. stol. | Martin Modéus       |
| Diecéze skarská       | 1014      | Åke Bonnier         |
| Diecéze strängnäská   | 1129      | Johan Dalman        |
| Diecéze västeråská    | 12. stol. | Mikael Mogren       |
| Diecéze växjöská      | 1165      | Fredrik Modéus      |
| Diecéze lundská       | 1048      | Johan Tyrberg       |
| Diecéze gothenburská  | 1620      | Per Eckerdal        |
| Diecéze karlstadská   | 1581      | Sören Dalevi        |
| Diecéze härnösandská  | 1647      | Eva Nordung Byström |
| Diecéze luleská       | 1904      | Hans Stiglund       |
| Diecéze visbská       | 1572      | Sven-Bernhard Fast  |
| Diecéze stockholmská  | 1942      | Eva Brunneová       |

## Zasvěcený život a kláštery
Řeholní společenství ve švédské církvi byla povolena roku 1951. První řeholnice složila sliby v roce 1954. Později se utvořila komunita ze které vznikl současný Řád sv. Ducha. Nejpočetnější společenství zasvěcených žen ve švédské církvi tvoří Dcery Mariiny. Největší a nejstarší mužský klášter je od 60.let 20.století v Östanbäcku, který má benediktinskou řeholi.

## Účast v ekumenickém hnutí
Švédská církev je členkou následujících ekumenických organizací:
- Světová luterská federace
- Konference evropských církví
- Světová rada církví
- Společenství z Porvoo
- aj.